# Daniel Fredriksson
Hans Daniel Fredriksson, född 1976 i Backlura, är en svensk jazzmusiker (trumslagare) bosatt i Skåne, utbildad vid Kungliga Musikhögskolan i Stockholm.

## Diskografi (i urval)
- 2003 – Ludvig Berghe Trio med Ludvig Berghe Trio (Moserobie)
- 2005 – Weekend med Ludvig Berghe Trio (Moserobie)
- 2005 – Gyldene tider Vol.1 med Fredriksson, Kullhammar & Zetterberg (Moserobie)
- 2005 – Gyldene tider Vol.2 med Fredriksson, Kullhammar & Zetterberg (Moserobie)
- 2005 – Gyldene tider Vol.3 med Fredriksson, Kullhammar & Zetterberg (Moserobie)
- 2007 – An Unplayed Venue - vol III med Ludvig Berghe Trio (Moserobie)
- 2007 – 48 & Counting - vol IV med Ludvig Berghe Trio (Moserobie)
- 2008 – Du har blivit stor nu (en kamp!) med Nina Ramsby Ludvig Berghe Trio (Moserobie)
- 2008 – Gyldene Trion, Live at Glenn Miller med Fredriksson, Kullhammar & Zetterberg (Ayler Records)
- 2013 – Varsågoda och tack med Nina Ramsby Ludvig Berghe Trio (Moserobie)
- 2021 – Det kanske händer med Bo Sundström